# Vanesa Levenaj
Vanesa Levenaj (* 10. August 2001 in Fier) ist eine albanische Fußballspielerin.

## Karriere

### Verein
Seit 2018 ist Levenaj für den Verein KFF Vllaznia Shkodra aktiv. Außerdem hat sie fünf Einsätze in der Champions League für Vllaznia absolviert.

### Nationalmannschaft
2019 spielte sie für die albanische U19-Nationalmannschaft. Danach wurde sie 2021 für die Albanische Fußballnationalmannschaft der Frauen berufen. Bisher absolvierte sie sieben Länderspiele (Stand: August 2023).